# 魚弘
魚弘（？—6世紀），襄陽人，南北朝南梁官員。
魚弘身高八尺，樣子英俊，在軍隊中經常擔當前鋒，歷任南譙、盱眙及竟陵太守。他曾對別人說：「我在郡內做事時有四盡：水中魚鱉盡，山中獐鹿盡，田中米穀盡，村里人庶盡。人生好像輕塵在弱草，白馬的步伐。人生但求歡樂和富貴而已。」於是他恣意飲酒遊樂，有妾侍百多人，享用的金銀、翡翠、服飾、玩意和車馬都是當時最奢華的；他有一張睡床，用蹙柏製造，四面環繞看不出不同的地方，通通都用銀鏤金花、壽福兩重做床腳。
魚弘任職湘東王蕭繹的鎮西司馬，前往西邊述職路途上缺乏糧食，他就沿路採摘菱角，造成菱米飯給部下食用，他經過的地方，後人居然再找不到菱角；他又在貧窮州份捉來數百隻獼猴，斬去手臂膊供作酒食。到達江陵後，資源恢復正常，適逢得到敕令迎接瑞像，蕭繹令人送瑞像到下都，魚弘帶領數百名部下穿上錦袍，陣容盛大令旁人羨慕。路經夏首，李抗學習他的行為，李抗的舅父元法僧知道了，就對李抗杖刑三百。後來，魚弘擔任為新興、永寧太守，在任內去世。

## 引用
1. 1 2  《梁書·卷二十八·列傳第二十二》：魚弘，襄陽人。身長八尺，白皙美姿容。累從征討，常爲軍鋒，歷南譙、盱眙、竟陵太守。常語人曰：「我爲郡，所謂四盡：水中魚鱉盡，山中麞鹿盡，田中米穀盡，村里民庶盡。丈夫生世，如輕塵栖弱草，白駒之過隙。人生歡樂富貴幾何時！」於是恣意酣賞，侍妾百餘人，不勝金翠，服玩車馬，皆窮一時之絕。
2. 1 2  《南史·卷五十五·列傳第四十五》：魚弘，襄陽人。身長八尺，白澈美姿容。累從征討，常為軍鋒。曆南譙、盱眙、竟陵太守。嘗謂人曰：「我為郡有四盡：水中魚鱉盡，山中獐鹿盡，田中米穀盡，村里人庶盡。丈夫生如輕塵棲弱草，白駒之過隙。人生但歡樂，富貴在何時。」於是恣意酣賞。侍妾百餘人，不勝金翠，服翫車馬，皆窮一時之驚絕。有眠床一張，皆是蹙柏，四面周匝，無一有異，通用銀鏤金花壽福兩重為腳。
3. ↑  《梁書·卷二十八·列傳第二十二》：遷爲平西湘東王司馬、新興、永寧二郡太守，卒官。
4. ↑  《南史·卷五十五·列傳第四十五》：為湘東王鎮西司馬，述職西上，道中乏食，緣路采菱，作菱米飯給所部。弘度之所，後人覓一菱不得。又於窮洲之上，捕得數百獼猴，膊以為脯，以供酒食。比及江陵，資食復振。逢敕迎瑞像，王令送像下都，弘率部曲數百，悉衣錦袍，赫弈滿道，頗為人所慕。塗經夏首，李抗斅其為人，抗舅元法僧聞之，杖抗三百。後為新興、永甯太守，卒官。